# Songköl
Songköl (także Son Köl lub Son-Kul; kirg. Соңкөл; ros. Сонкёль, Sonkiol) – jezioro endoreiczne w górach Tienszan w Azji Centralnej (Kirgistan), 3016 m n.p.m. Drugie co do wielkości (po Issyk-kul) jezioro Kirgistanu, rozciąga się na maksymalnie 29 km w kierunku NW-SE i 18 km w kierunku NE-SW. Otoczone od północy górami Songköl, od południa zaś górami Mołdo.
Zasilane wodą z rzek i strumieni spływających z okolicznych lodowców, której ilość jest równoważona parowaniem z powierzchni. Maksymalna głębokość jeziora wynosi 13,2 m, średnia temperatura wody latem wynosi +11 °C, natomiast zimą jezioro zamarza.